# Luigi Cadorna
Luigi Cadorna (1850. szeptember 4. – 1928. december 21.) olasz hadseregtábornok, az első világháború idején az olasz csapatok főparancsnoka 1917 novemberéig, a caporettói vereséget követő visszavonulásig.

## Az első világháborúig
Raffaele Cadorna tábornok fiaként született Verbania Pallanza városban, Piemontban. Fiatalon belépett a hadseregbe (1866), és 1908-ban az olasz hadsereg főparancsnoka lett. Később e pozíciójáról lemondatták és csak 1914-ben foglalta el újból e tisztségét. Az első világháború kitörésekor Olaszország semleges maradt, így a hadsereget nem kellett bevetni. Cadorna, mint az olasz csapatok főparancsnoka számított arra, hogy Olaszország hamarosan kilép a Hármas szövetségből és hadat üzen az Osztrák–Magyar Monarchiának, ezért az olasz hadsereg nagy részét a Monarchia és Olaszország határán állomásoztatta.

## Az első világháború alatt

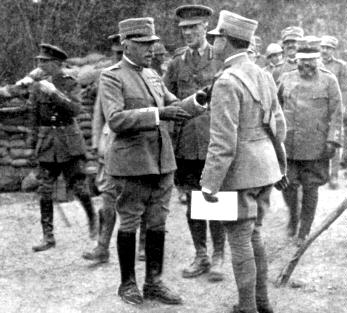
Luigi Cadorna

Miután a titkos londoni egyezményt Olaszország aláírta, az olasz hadsereg megkezdte a felvonulást az Osztrák–Magyar Monarchia ellen. 1915. május 23-án, amikor Olaszország hadat üzent a Monarchiának, az olasz csapatok megindultak az Isonzó felé, hogy azon átkelve a Monarchia hátországába vonuljanak. Sor került az isonzói csatákra, megkezdődött az olasz front kialakulása, miután gyors sikereket nem értek el az olaszok. A kimerítő harcok, állandosuló csaták nagy véráldozatot követeltek az olasz hadseregtől, a dezertáló katonákra Cadorna súlyos büntetéseket szabott ki, gyakoriak voltak a kivégzések. 1917 októberében, az osztrák–magyar erők  caporettói áttörése után Cadorna főparancsnoki széke megingott. Az olasz csapatok ebben a csatában és az azt követő visszavonulásban több mint 300 000 főnyi emberveszteséget szenvedtek, ez Cadorna olasz főparancsnoki megbízatásának végét jelentette. 1917. november elején Cadornát Armando Diaz vezérezredes váltotta a főparancsnoki tisztségben.

## A háború után
Az olasz kormány az első világháború után kivizsgálta Cadorna főparancsnokként kiadott parancsait, stratégiáját, és megállapította, hogy Cadorna nagymértékben felelős volt a caporettói áttörés olasz kudarcáért. 1924-ben, miután a fasiszták megszerezték a hatalmat Olaszországban, Mussolini Cadornát újból hadseregtábornokká („Olaszország marsalljává”) nevezte ki. Cadorna 1928-ban halt meg Bordighera városában.

## Kitüntetései
- A Bath-i Rend Nagy Lovagkeresztje, 1915-ben.